# Kommunorganisation
En kommunorganisation är en organisation inom Kristdemokraterna och Miljöpartiet de Gröna som utgörs av respektive partis geografiska grundorganisationer (lokalavdelningar) och sidoförbund inom en kommun.